# 東福克鎮區 (伊利諾伊州克林頓縣)
東福德鎮區（英語：East Fork Township）是位於美國伊利諾伊州克林頓縣的一個行政鎮區。

## 地方資料
根據2010年美國人口普查的數據，東福德鎮區的面積為97.40平方千米，當中陸地面積為81.80平方千米，而水域面積為15.60平方千米。當地共有人口402人，而人口密度為每平方千米4.13人。